# اسوتوزار جانیچ
اسوتوزار جانیچ (انگلیسی: Svetozar Đanić؛ ۱ آوریل ۱۹۱۷ – ۱۸ ژوئن ۱۹۴۱) بازیکن فوتبال اهل یوگسلاوی بود.
از باشگاه‌هایی که در آن بازی کرده‌است می‌توان به باشگاه فوتبال ویکتوریا پلزن، باشگاه فوتبال گراجانسکی زاگرب، و باشگاه فوتبال وویوودینا اشاره کرد.
وی همچنین در تیم‌های ملی فوتبال کرواسی و یوگسلاوی بازی کرده‌است.